# Рыманув (гмина)
Гмина Рыманув (пол. Gmina Rymanów)  —  городско-сельская гмина (волость) в Польше, входит как административная единица в Кросненский повет (Подкарпатское воеводство),  Подкарпатское воеводство. Население — 15 510 человек (на 2004 год).

## Демография
Данные по переписи 2004 года:
| Перепись                         | Всего   | Всего | Женщины | Женщины | Мужчины | Мужчины |
| -------------------------------- | ------- | ----- | ------- | ------- | ------- | ------- |
| Единицы                          | человек | %     | человек | %       | человек | %       |
| Население                        | 15 510  | 100   | 7919    | 51,1    | 7591    | 48,9    |
| Плотность населения (чел./кв.км) | 93,6    | 93,6  | 47,8    | 47,8    | 45,8    | 45,8    |

## Поселения
1. Балучанка
2. Бзанка
3. Глембоке
4. Климкувка
5. Крулик-Польски
6. Лядзин
7. Лазы
8. Мильча
9. Паствиска
10. Посада-Гурна
11. Пулавы
12. Рудавка-Рымановска
13. Рыманув
14. Рыманув-Здруй
15. Сенява
16. Вислочек
17. Врублик-Крулевски
18. Врублик-Шляхецки
19. Змыслувка

## Соседние гмины
1. Гмина Беско
2. Гмина Буковско
3. Гмина Дукля
4. Гмина Хачув
5. Гмина Ивонич-Здруй
6. Гмина Команьча
7. Гмина Мейсце-Пястове
8. Гмина Заршин